# Nicolás Sánchez (calciatore 1986)
Nicolás Gabriel Sánchez (Buenos Aires, 4 febbraio 1986) è un allenatore di calcio ed ex calciatore argentino, di ruolo difensore.

## Caratteristiche tecniche
Gioca come difensore centrale.

## Palmarès

### Club

#### Competizioni nazionali
- Campionato argentino: 2

River Plate: Clausura 2008
Racing Club: 2014
- Campionato messicano: 1

Monterrey: Apertura 2019

#### Competizioni internazionali
- CONCACAF Champions League: 1

Monterrey: 2019